# Юцевич, Людвик Адам
Лю́двик А́дам Юце́вич (Людвикас Адомас Юцявичюс, пол. Ludwik Adam Jucewicz, лит. Liudvikas Adomas Jucevičius; 15 декабря 1813, имение Покевье (ныне Кельмеский район, Литва) — 24 марта 1846, Лепель Витебской губернии) — литовский писатель, поэт, фольклорист и этнограф, переводчик, историк литовской литературы.

## Биография
Учился в гимназии в Крожах (1823—1829), затем учился на медицинском отделении Виленского университета (1829—1831). Учёба была прервана восстанием 1830 года, после которого университет был закрыт. Учительствовал в Покевье. С 1834 года учился в Виленской римско-католической духовной семинарии, после двух лет учёбы был переведён в римско-католическую Духовную академию. По окончании академии (1838) служил викарием в Свенцянах, затем в Сведасай и одновременно домашним учителем в помещичьих семьях. Вступил в любовную связь с одной из учениц Мальвиной Журавской и в связи с её беременностью перешёл из католичества в православие, женился на Журавской и выехал в Белоруссию. С 1843 года преподаватель истории, географии и литературы Лепельского дворянского училища.

## Творческая деятельность
Считается одним из пионеров литовского национального возрождения. Писал в основном на польском языке. Первую книгу «Piśma Ludwika Adama Jucewicza» («Сочинения Людвика Адама Юцевича», Вильно, 1834) составили переводы произведений А. С. Пушкина, Н. М. Карамзина, В. А. Жуковского, К. Н. Батюшкова, Фенелона. Опубликовал несколько статей о литовских обычаях и преданиях, обзоров литовской литературы и очерков творчества отдельных литовских писателей. Составил биоблиографический справочник об учёных жмудинах, содержащий сведения о 184 литовских литераторах и просветителях (опубликован лишь в 1975). В 1841 выпустил в Вильне литературный альманах на польском языке «Linksmine».
В сборник, изданный в Вильне в 1837, включил свои переводы на литовский язык стихотворения современных польских поэтов.
Несколько статей («Камни литовских богинь», «Превращения в литовской мифологии», «Обычаи, игры, пословицы и предания литовские») напечатал на русском языке в петербургском журнале «Сын отечества» в 1836 и 1839.
Пользовался криптонимами и псевдонимами L. A. J., L. J., Ludwik z Pokiewia, N. N.

## Сочинения
- Piśma Ludwika Adama Jucewicza. Wilno, 1834.
- Historyja litewska dla dzieci przez L.A.J. Wilno, 1836.
- Wyjątki z nowoczesnych poetów polskich. Wilno, 1837.
- Prysłowia ludu litewskiego. Wilno, 1840.
- Rysy Żmudzi. Wilno, 1840.
- Pieśni litewskie, 1844.
- Litwa pod względem starożytnych zabytków, obyczajów i zwyczajów skreślona przez Ludwika z Pokiewia. Wilno, 1846.
- Raštai. Vilnius: Valstybinė grožinės literatūros leidykla, 1959.